# 八仙得道传
八仙得道传，清，无垢道人著。为道教八仙的神话传说，记叙鍾離權、呂純陽、張果老、韓湘子、李鐵拐、曹國舅、藍采和、何仙姑等八位神仙修炼得道的详尽过程，情节丰富，曲折动人。八仙的故事最早起于唐代與宋代，多见于唐宋以降文人的记载。经过长期的流传，道士的講解與民間說書人的彙編，变得异常丰富多彩。
剧情里二郎神外甥的王泰劈了华山
又名《八仙全传》，故事以铁拐李为明线，和蛟龙精为暗线两条故事交织，在蛟龙精死后，其妻子何春瑛为给丈夫报仇而自己成为八仙对手。